# Thomas Eisfeld
Thomas Eisfeld (Finsterwalde, Németország, 1993. január 18. –) német labdarúgó, aki jelenleg az Arsenalban játszik középpályásként.

## Pályafutása

### Kezdeti évek
Eisfeld az SV Quitt Ankum és a VfL Osnabrück ificsapatában is megfordult, majd 2005-ben a Borussia Dortmund akadémiájához csatlakozott. 2009-ben keresztszalag sérülést szenvedett, ami miatt sokáig nem játszhatott, de visszatérése után, a 2011/12-es idényben tizenkét meccsen hat gólt szerzett a Dortmund U19-es csapatában.

### Arsenal
2012. január 31-én leigazolta az Arsenal. A londoni csapat a hírek szerint 475 ezer fontnyi kompenzációs összeget fizetett a Borussia Dortmundnak. Az Arsenal menedzsere, Arsène Wenger azt mondta róla, hogy remek a hozzáállása és kiváló a technikai tudása, így bizonyára a későbbiekben hasznos tagja lesz a csapatnak. Többször nevezték az új Mario Götzének is játékszervezői képességei és játékintelligenciája miatt.
Eisfeld 2012 júliusában bekerült abba a 24 fős keretbe, mellyel az Arsenal elutazott a szezon előtti ázsiai túrájára. A maláj ligaválogatott elleni mérkőzésen csereként váltotta Theo Walcottot és megszerezte az Ágyúsok első gólját a meccsen, ezzel 2-1-es győzelemhez segítve csapatát. A hongkongi Kitchee SC ellen ismét csereként állt be és megint gólt szerzett, a találkozó 2-2-vel ért véget.
Tétmeccsen 2012. október 30-án debütált, egy Reading elleni Ligakupa-meccsen. Az 58. percben állt be csereként az emlékezetes meccsen, melyet az Arsenal nyert meg 7-5-re úgy, hogy az első félidőben még 4-0-s hátrányban volt. A 2013/14-es szezon előtti távol-keleti túrán ismét részt vett Eisfeld, a 34-es számú mezt viselve. Az Indonéz Álomcsapat ellen ő szerezte csapata első gólját.

## Külső hivatkozások
- Thomas Eisfield pályafutásának statisztikái a Soccerbase oldalon (angolul)

- Adatlapja az Arsenal honlapján